# Ближневосточный совет церквей
Ближневосточный совет церквей (араб. مجلس كنائس الشرق الأوسط‎, англ. Middle East Council of Churches, сокр. MECC) — межконфессиональная христианская организация, открытая в мае 1974 года на своей первой сессии Генеральной ассамблее в Никосии, имеющая штаб-квартиру в Бейруте.
Является членом Всемирного совета церквей.

## История и деятельность
Заявленной целью созданной организации было углубление духовного общения между церквями Ближнего Востока и объединения их «словом и делом». С самого начала Ближневосточный совет церквей принял модель «церковных семей», и этими семьями-основателями стали: Православная церковь, Древневосточные православные церкви и Протестанты.
В 1990 году к совету присоединилась Католическая церковь (Восточнокатолические церкви и Западные литургические обряды). Каждая из «семей» в равной степени представлена в руководящих органах и общем собрании. Первоначально у организации было три сопрезидента, после присоединения католической церкви их стало четыре.
Высшим руководящим органом Ближневосточного совета церквей является его Генеральная ассамблея, которая проводится раз в четыре года. Первым генеральным секретарем совета с 1974 по 1977 год был преподобный Альберт Истеро (Albert Istero). Его сменил Габриэль Хабиб (Gabriel Habib), находившийся на этом посту с 1977 по 1994 год. В ноябре 1994 года Генеральным секретарём был избран преподобный Риад Джарджур. После служения в течение двух сроков его сменил коптский православный богослов Гиргис Салех (Guirgis Saleh). В 2011 году его сменил маронит Поль Рухана, который покинул должность раньше срока, будучи назначенным на должность епископа Маронитской церкви. После некоторого переходного периода генеральным секретарём стал также маронит Мишель Джалах (Michel Jalakh), ставший в 2013 году шестым по счёту главой Ближневосточного совета церквей.
В настоящее время организация имеет офисы в Каире и Аммане, а также отделения в Дамаске, Иерусалиме и Тегеране. Она представляет около 14 миллионов христиан в странах Северной Африки, Леванта, Ирака, Ирана и Персидского залива.